# .au
.au ist die länderspezifische Top-Level-Domain Australiens. Sie wurde am 5. März 1986 eingeführt und gehört damit zu den ältesten Top-Level-Domains. Für die Verwaltung ist die .au Domain Administration Ltd (kurz auDA) mit Sitz in Carlton (Victoria) zuständig. Bis August 2001 wurde .au durch die Universität Melbourne organisiert.

## Geschichte
.au gestattete es zunächst nur Privatpersonen und Unternehmen mit Sitz im Land, eine Domain anzumelden. Bereits 2007 wurde allerdings eine Kommission namens Names Policy Panel eingesetzt, welche die Möglichkeiten für Ausländer prüfen sollte. Letztendlich wurden die Vergabekriterien nur minimal verändert, sodass nun kein Wohnsitz oder eine Niederlassung notwendig sind, sondern auch eine in Australien eingetragene Marke zur Anmeldung einer .au-Domain berechtigt. Die Einhaltung der Richtlinien wurde von der auDA immer wieder streng überprüft, beispielsweise im Jahr 2009 im Bereich .org.au.
Lange Zeit hatte die auDA auch zahlreiche geografische .au-Domains gesperrt, sie konnten nicht, auch nicht von der entsprechenden Gebietskörperschaft, registriert werden. Im Frühjahr 2005 wurde diese Praxis geändert, die nun verfügbaren Domains wurden verlost. Infolgedessen wurde 2008 die Community Geographic Domain Name Initiative ins Leben gerufen, die eine systematische Verwendung des Länderkürzels im Stil von stadt.bundesland.au forciert hat.
2008 wurden die Regeln für .au erneut liberalisiert, um den Handel mit Adressen zu ermöglichen. Bis dahin war es verboten, .au-Domains beispielsweise auf Sedo zu versteigern. Eine Registrierung nur zum Zweck des Verkaufs einer .au-Domain ist seitdem gestattet. 2011 wurde das zunächst gelockerte Verbot gänzlich aufgehoben, außerdem können nun auch abgelaufene .au-Domains ohne Wartezeit durch Dritte erneut registriert werden.

## Eigenschaften
Insgesamt darf eine .au-Domain zwischen drei und 63 Zeichen lang sein, die Zuteilung benötigt bis zu zwei Wochen und ist im Vergleich zu anderen Top-Level-Domains damit überdurchschnittlich langsam. Es werden Adressen sowohl aus zweiter als auch dritter Ebene vergeben. Es existieren unter anderem folgende Second-Level-Domains:
- .asn.au für gemeinnützige Organisationen
- .com.au für kommerzielle Unternehmen
- .csiro.au für die Commonwealth Scientific and Industrial Research Organisation
- .edu.au für Bildungseinrichtungen
- .gov.au für die australische Regierung
- .id.au für Privatpersonen
- .net.au für Internetdienstleister
- .org.au für sonstige Organisationen
- .conf.au für Konferenzen. Die einzige verbliebene Webseite ist linux.conf.au.
- .info.au für allgemeine Informationen.

Die Endung .oz.au ist ein Relikt aus der Zeit, in der die Universitäten direkt verbunden waren und Dateien direkt über UUCP austauschten. Damals wurde als Domain .oz verwendet, als dann die Top-Level-Domain .au erstellt wurde, wurden die bestehenden Seiten auf .oz.au verschoben. Bis heute verbleiben noch einige zu Universitäten gehörende Websites unter .oz.au.

## Sonstiges
Im Jahr 2011 versuchte BMW eine .au-Domain über das Schiedsgericht der WIPO zu erhalten. Letztendlich wurde eine Pflicht zur Herausgabe von bmwdiscounts.com.au, die der Autohersteller durch eine Verletzung seiner Markenrechte begründet sah, aber durch die WIPO verneint. Der Fall erlange international größere Bekanntheit.
Die Vergabestelle kündigte Ende 2013 an, in Zukunft auch Angaben wie Telefonnummer und E-Mail-Adresse von Inhabern einer .au-Domain zu veröffentlichen, was bislang nicht der Fall war.

## Kritik
2007 geriet die Top-Level-Domain in die Kritik, nachdem die auDA Wildcards im Domain Name System angekündigt hatte. Sie leiten den Aufrufer nicht registrierter .au-Domains auf eine Seite mit Werbung um, anstatt ihm eine reguläre Fehlermeldung anzuzeigen. Experten sahen darin einen unzulässigen technischen Eingriff.